# 小岬蛛
小岬蛛（学名：Pronous minitus）为园蛛科岬蛛属的动物。分布于日本、朝鲜以及中国大陆的等地。